# Константин Палеолог (сын Михаила VIII)
Константин Палеолог (греч. Κωνσταντῖνος Παλαιολόγος; 1261, Константинополь — 5 мая 1306, Константинополь) — византийский военачальник, сын императора Михаила VIII Палеолога. Воевал против сербов и турок.
Третий сын императора Михаила VIII Палеолога (1259—1282) и Феодоры Дукины Ватацы. Он родился осенью 1261 года в Константинополе, который в августе того же года вновь стал византийским после падения Латинской империи. Следовательно, он был порфирородным, как его часто называли. Отец оказывал ему больше почестей, чем деспотам.
В 1280 году Константин воевал против сербов в Македонии, а затем был отправлен бороться с турецкими военными налётами в Малой Азии, где ему удалось очистить долину реки Меандр от их присутствия. Позже он перестроил знаменитый Студийский монастырь в Константинополе. В 1293 году он клеветал на своего брата, императора Андроника II Палеолога (1282—1328), и был арестован. Позже он стал монахом, взяв имя Афанасий. Он умер в Константинополе 5 мая 1306 года и был похоронен в монастыре Липса.
От его брака с Ириной Палеологиней Раулиной у него был один сын, кесарь Иоанн Палеолог.
В честь него был назван Дворец Багрянородного, византийский дворец конца XIII-го века в северо-западной части старого города Константинополя.